# Китильгина
Китильгина — река в России, протекает по территории Мильковского района Камчатского края. Длина реки — 140 км, площадь водосборного бассейна насчитывает 28,4 км².
Начинается к западу от перевала Пологого, вблизи верховий рек Ветловая и Валагина. Течёт на восток вдоль Валагинского хребта, у горы Моково поворачивая на северо-запад. Долина реки здесь занята березняками. Западнее горы Куча выходит на равнину, имея общее северное направление течения. Большая часть водосбора занята лиственнечно-берёзовым лесом. Низовья реки заболочены. Впадает в реку Камчатку справа на расстоянии 473 км от устья напротив села Долиновка. Ширина реки в низовьях — 32 метра, глубина — 1,5 метра, дно твёрдое.
- Код водного объекта — 19070000112120000013840[2].

Притоки:
- правые: Качкеок, Беме, Чишец, Адаможец (Киусинец), Осиповская.
- левые: Арсентьевская, Встречный.